# 티디에스팜
티디에스팜(TDS Pharm Co., Ltd.)은 대한민국의 경피약물전달 의약품 전문 제약기업이다. 본사는 경기도 성남시 분당구 판교로 253 C동 403호(삼평동, 판교이노밸리)에 위치해 있으며 대표이사는 김철준이다.

## 상장
2024년 8월 21일 주관사는 한국투자증권으로 공모가 1만 3,000원(희망 공모가 밴드 9,500원~1만700원)에 상장하였으며 LX인베스트먼트가 투자한 바 있다

## 같이 보기
- 신신제약
- 대원제약
- 동구바이오제약

## 참고문헌
1. ↑  김정일, 티디에스팜, 코스닥 상장예비심사 신청, 의학신문, 2023.12.01
2. ↑  김효진, 경피약물전달 의약품 기업 '티디에스팜' 한국투자증권 주관사로 IPO 본격화, 더스탁, 2023년 11월 30일
3. ↑  김예린, LX인베가 찜한 티디에스팜, 한투증권 손 잡고 코스닥 간다, 더벨, 2022년 11월 11일